# Bronchocela
Bronchocela – rodzaj jaszczurek z podrodziny Draconinae w obrębie rodziny agamowatych (Agamidae).

## Zasięg występowania
Rodzaj obejmuje gatunki występujące na Filipinach, w Mjanmie, Malezji, Tajlandii, Indiach (Nikobary), Singapurze, Wietnamie, Kambodży i Indonezji (w tym w indonezyjskiej części Nowej Gwinei).

## Systematyka

### Etymologia
- Bronchocela (Bronchoceles): gr. βρογχος bronkhos „gardło”; κηλη kēlē „guz, obrzęk”[2].
- Lophodeira: gr. λοφος lophos „grzebień, czub”[7]; δειρη deirē „szyja”[8]. Gatunek typowy: Agama cristatella Kuhl, 1820.

### Podział systematyczny
Do rodzaju należą następujące gatunki:
- Bronchocela burmana Blanford, 1878
- Bronchocela celebensis Gray, 1845
- Bronchocela cristatella (Kuhl, 1820)
- Bronchocela cyanopalpebra Chandramouli, Adhikari, Amarasinghe & Abinawanto, 2023
- Bronchocela danieli (Tiwari & Biswas, 1973)
- Bronchocela hayeki (Müller, 1928)
- Bronchocela jubata Duméril & Bibron, 1837
- Bronchocela marmorata Gray, 1845
- Bronchocela nicobarica Chandramouli, Adhikari, Amarasinghe & Abinawanto, 2023
- Bronchocela orlovi Hallermann, 2004
- Bronchocela rayaensis Grismer, Wood, Lee, Quah, Anuar, Ngadi & Sites, 2015
- Bronchocela rubrigularis Hallermann, 2009
- Bronchocela shenlong Grismer, Wood, Lee, Quah, Anuar, Ngadi & Sites, 2015
- Bronchocela smaragdina Günther, 1864
- Bronchocela vietnamensis Hallermann & Orlov, 2005